# مبادرات المرأة من أجل العدالة بين الجنسين
مبادرات المرأة من أجلِ العدالة بينَ الجنسين هي منظمة دولِية لحقوق المرأة تدعم الإجراءات القانونية ضد العنف ضد المرأة من خلال المحكمة الجنائية الدولية وعمليات السلام.

## الهدف
تصف مبادرات المرأة من أجل العدالة بين الجنسين ومقرها لاهاي نفسها بأنها تتواصل معَ أكثر من 6000 من شركاء وأعضاء ومؤسسات شعبية عبر صراعات مسلحة عدِيدة، لاسيما النزاعات التي تخضع للتحقِيق مِن قبل المحكمة الجنائية الدولية، وخاصة في أوغندا وجمهورية الكونغو الديمقراطية. تشمل شبكة مبادرات المرأة من أجل العدالة بين الجنسين المشاركة في السودان وجمهورية إفريقيا الوسطى وكينيا وليبيا وقيرغيزستان. ولها مكاتب في القاهرة وكمبالا وكيتجوم.

## دعم المحكمة الجنائية الدولية
في سبتمبر 2019، علقت ميلندا ريد من مبادرات المرأة للعدالة بين الجنسين على قرار قضاة المحكمة الجنائية الدولية بمثول الحسن أغ عبدالعزيز، وهو مالي متهم بارتكاب جرائم ضد الإنسانية وجرائم حرب خلال دوره كرئيس للشرطة الدينية في تمبكتو خلال الصراع في شمال مالي في عامي 2012 و2013. تشمل القضية المرفوعة ضد الحسن بشكلٍ صريح العبودية الجنسية المنهجية لنساء وفتيات تمبكتو. وصفت صحيفة الجارديان القضية بأنها «رائدة» بينما وصفت ريد القضية بأنها  «خطوة أُخرى في تطور إيجابي. كل قرار يهم. نكتب الآن مبادئ المُستقبل، لذلك كل حالة وكل خطوة مهمة للغاية فيما يتعلق بنوع الجنس والجرائم الجنسية».